# باول فرينش
باول فرينش (بالإنجليزية: Paul French)‏ هو كاتب ومؤرخ ومؤلف بريطاني، ولد في 27 أغسطس 1966 في لندن في المملكة المتحدة.